# 中栄草栄堂
株式会社中栄草栄堂（なかえいそうえいどう）は、石川県金沢市に本社を置く主に医薬品・医療機器の卸売りを扱う企業であった。現在は、メディセオ・パルタックホールディングスグループの一社「クラヤ三星堂」である。

## 概要
- 沿革　昭和11年4月30日　設立
- 代表者　代表取締役社長　浅田禎男
- 資本金　4800万円

## 大株主
- 武田薬品
- 中栄二郎
- 第一製薬
- 藤沢薬品

## 事業所
- 石川県:金沢市・小松市・七尾市
- 福井県:福井市

## 沿革
- 文政12年　中栄仁助が石川県金沢市田中町で創業
- 明治3年　　「中栄草栄堂」の屋号で和漢薬の営業開始
- 明治30年　金沢市下近江町に転移
- 昭和11年4月　資本金25万円で「株式会社中栄草栄堂」設立
- 昭和38年4月　「小松営業所」開設
- 昭和39年10月 「七尾営業所」開設
- 昭和41年3月　メーカー3社が資本出資し筆頭株主の武田薬品から小林隆二が出向し社長に就任
- 昭和43年10月　本社を石川県金沢市神宮寺町3-1-30に新築移転
- 昭和45年6月　「有限会社小西杏林堂」農薬部門を譲受
- 昭和45年7月　「福井営業所」開設
- 平成6年10月　「三星堂」と合併

## 主な取引メーカー
- 武田薬品
- 第一製薬
- 藤沢薬品
- エーザイ